# جيري ماركيز
جيري ماركيز (بالإنجليزية: Jerry Marquis)‏ هو مهندس أمريكي، ولد في 14 فبراير 1956 في برود بروك في الولايات المتحدة.